# Pierre Nihant
Pierre Nihant (n. 5 aprilie 1925, Trembleur⁠(d), Valonia, Belgia – d. 12 ianuarie 1993, Blegny, Valonia, Belgia) a fost un ciclist de performanță ce a reprezentat Belgia, medaliat olimpic. A participat la o ediție a Jocurilor Olimpice (1948) în care a câștigat o medalie de argint.

## Participări
Lista de mai jos prezintă principalele competiții la care a participat Pierre Nihant de-a lungul carierei.
- cycling at the 1948 Summer Olympics – men's 1000m time trial[*]